# Карьерограмма
Карьерограмма — инструмент управления карьерой: описание оптимального развития сотрудника для занятия им желаемой позиции в организации. Формализованное представление о том, какой путь должен пройти специалист для того, чтобы получить необходимые знания и овладеть нужными навыками для эффективной работы на конкретном месте. Она составляется на основе  личных запросов работника, его общеобразовательного уровня и профессиональной подготовки, медицинского заключения о состоянии здоровья, рекомендации по профессиональной пригодности типовых схем профессионально-квалификационного продвижения. Адаптация плана индивидуальной продвижения сотрудника к  возможностям  организации в области трудовых перемещений  достигается путём совмещения личных ожиданий в области карьеры с организационными потребностями в квалифицированном персонале. Формой подобного текущего совмещения могут быть формальное и неформальное консультирование специалистами кадровиками, консультирование непосредственным руководителем, информирование  о  вакансиях в организации.

## Структура карьерограммы
В структуру карьерограммы обычно включаются:
1. Личные данные сотрудника
2. Занимаемая должность
3. Стаж работы на занимаемой должности
4. Личные карьерные ориентиры сотрудника
5. Возможности роста на занимаемой должности
6. История работы сотрудника в компании
7. Информация об обучении
8. Результаты аттестации
9. Навыки, знания и умения, необходимые для занятия более высокой должности
10. Вид и методы обучения, которыми необходимо овладеть для вступления в новую должность
11. Уровень кадрового резерва, на который определен сотрудник
12. Наличие вакансий в компании.

## Оценка прогресса у сотрудника
Оценка прогресса у сотрудника является важным инструментом выработки  решения по продвижению сотрудника  в соответствии с его человеческим  капиталом. Для ранжирования степени прогресса и возможностей продвижения используется специальная шкала:
1 - достоин немедленного продвижения (горизонтального, вертикального);
2 - достоин повышения в течение ближайших двух лет и более;
3 - потенциально достоин повышения, но время неопределенное;
4 - подлежит горизонтальному перемещению;
5 - в настоящее время и в обозримом будущем продвижение проблематично.
Результатом оценки прогресса кандидатов на продвижение может стать корректировка плана индивидуального продвижения или перспективных схем замещения должностей. В случае реальной организационной возможности для продвижения проводится обсуждение готовности кандидата на должность и принимается решение о его назначении. С назначением работника на должность связан этап “введение в должность”. Целью данного этапа является создание условий информационной, организационной и моральной поддержки вновь назначенного со стороны руководителей, коллег и подчиненных. Формы поддержки могут быть самые различные от самых простых до самых сложных: от бесед с профессиональным окружением до организации совместных мероприятий по повышению эффективности производственно-коммерческой деятельности. Критерием эффективности профессионально-квалификационного продвижением персонала является конкурентоспособность  организации в долгосрочной перспективе. В связи с этим контроль за рассматриваемым процессом осуществляется с помощью специальной системы показателей. К таким показателям следует отнести:
1. обеспеченность рабочих мест за счет собственных источников;
2. средний срок пребывания в одной должности;
3. степень участия работников в каждом виде продвижения;
4. степень независимости каждого вида продвижения;
5. степень взаимосвязи между отдельными видами продвижения;
6. текучесть персонала.
Контроль профессионально-квалификационного продвижения с помощью системы показателей позволяет выявить сильные и слабые стороны рассматриваемого процесса с тем, чтобы учесть их при формировании типовых решений по продвижению, разработке планов организационного и индивидуального продвижения, а , следовательно, повысить эффективность всей системы управления карьерой в организации.

## Преимущества и недостатки метода карьерограмм
Преимущества:
1. Метод карьерограмм наиболее эффективно мотивирует на достижение результата
2. Стимулирует к профессиональному и личностному росту, перекладывая ответственность за развитие и обучение с компании на сотрудника
3. Данный метод обеспечивает прозрачность, понятность и справедливость системы

Недостатки:
1. Сложность разработки и внедрения
2. Необходимость регулярного, быстрого и гибкого пересмотра иерархической структуры компании, внедрение системы «статусных» должностей.

## Рекомендуемая литература
- Козак Н.Н. Управление персоналом. Высшее образование, 2016